# Michał Daszykowski
Michał Szymon Daszykowski (ur. 21 maja 1976 w Katowicach) – polski chemik, profesor nauk chemicznych, profesor Uniwersytetu Śląskiego w Katowicach i jego prorektor w kadencjach 2016–2020 i 2020–2024.

## Życiorys
W 2000 ukończył studia z zakresu chemii na Wydziale Matematyki, Fizyki i Chemii Uniwersytetu Śląskiego w Katowicach. Doktoryzował się tamże w 2003 w oparciu o rozprawę pt. Eksploracja wielowymiarowych danych chemicznych; metody kompresji i wizualizacji, której promotorem była dr hab. Beata Walczak. Stopień naukowy doktora habilitowanego uzyskał w 2009 na Uniwersytecie Jagiellońskim na podstawie pracy: Chemometria w badaniach porównawczych danych chromatograficznych. Tytuł profesora nauk chemicznych otrzymał 29 stycznia 2018.
Podczas studiów doktoranckich odbył trzyletni staż naukowy w Zakładzie Analiz Farmaceutycznych i Biomedycznych na Wolnym Uniwersytecie Brukselskim. W 2003 podjął pracę w Instytucie Chemii Uniwersytetu Śląskiego w Katowicach, na którym od 2011 zajmował stanowisko profesora nadzwyczajnego, a później profesora. W latach 2010–2012 był zastępcą dyrektora Instytutu Chemii UŚ, zaś w latach 2012–2016 pełnił funkcję dyrektora tej jednostki. W 2016 został wybrany na prorektora Uniwersytetu Śląskiego w Katowicach do spraw finansów i rozwoju w kadencji 2016–2020. W 2020 został prorektorem UŚ do spraw nauki i finansów w kadencji 2020–2024.
Specjalizuje się w chemometrii, chemii analitycznej i chemii teoretycznej. Opublikował ponad 60 artykułów w czasopismach z listy filadelfijskiej, wypromował trzech doktorów. W 2010 został stypendystą Ministerstwa Nauki i Szkolnictwa Wyższego.